# Південна Ірландія
Південна Ірландія (англ. Southern Ireland, ірл. Deisceart Éireann вимовляється [dʲɛʃcəɾˠt̪ˠ ˈeːɾʲən̪ˠ]) — короткотривале напівавтономне державне утворення (установча країна) у складі Об'єднаного королівства, що існувало з 3 травня 1921 по 6 грудня 1922.
Згідно з Законом Уряду Ірландії від 1920, Ірландія була розділена на дві автономні частини — Північну Ірландію та Південну Ірландію.
Південна Ірландія повинна була мати:
- Парламент Південної Ірландії, що складався з короля, сенату Південної Ірландії, і Палати громад Південної Ірландії;
- Уряд Південної Ірландії;
- Верховний суд Південної Ірландії;
- Апеляційний суд Південної Ірландії
- Вищий Його Величності Суд в Південній Ірландії.

Було також передбачено, що Південна Ірландія разом з Північною Ірландією мали:
- лейтенант-губернатора Ірландії ;
- Раду Ірландії,
- Вищий апеляційний суд Ірландії.

Парламент, хоча юридично було встановлено, ніколи не функціонував (наприклад, він ніколи не видавав законів). Палата громад Південної Ірландії зібралася тільки один раз і лише у кількості чотирьох депутатів. Жоден уряд Південної Ірландії не було затверджено. Рада Ірландії повинна бути створена з метою можливого створення парламенту для всієї Ірландії, але вона ніколи не була скликана. Помітним виключенням на тлі провалу установ Південної Ірландії всі суди, з яких функціонували.

## Історія
Положення про створення Південної Ірландії не стало де-факто у життя. У 1921 відбулися вибори до Палати громад Південної Ірландії. 124 до 128 депутатів були від політичної організації Шинн Фейн, яка відразу ж оголосила про створення свого власного революційного парламенту (Second Dail). На першу сесію парламенту Південної Ірландії з'явились тільки 4 депутати юніоніста. З цієї причини парламент ніколи не працював і не створював уряд.
Після прийняття ірландського договору, 14 січня 1922 було оголошено Тимчасовий уряд Південної Ірландії на чолі з Майклом Коллінзом. Паралельно з ним діяв уряд Ірландської Республіки на чолі з Артуром Гріффітом, країна була охоплена громадянською війною викликаного підписанням договору Еймон де Валера.
Коллінз був убитий 22 серпня 1922. 9 вересня, новий уряд на чолі з Косгрейвом, оголосив об'єднання урядів Ірландської Республіки та Південної Ірландії.
6 грудня 1922 було підписано договір та створено Ірландську Вільну державу.